# Plectorhinchus caeruleonothus
Plectorhinchus caeruleonothus hay còn gọi là kẻ vô lại xanh (Blue Bastard) là một loài cá trong họ Haemulidae, chúng thuộc nhóm Cá môi dày “sweetlips” với phần môi dày giống môi của con người. Tên tiếng Anh của loài cá Blue Bastard được đặt dựa theo tên gốc do người dân địa phương gọi từ xưa. Caeruleo nghĩa là blue và nothus nghĩa là bastard.

## Đặc điểm
Chúng có thể dài đến 1m khi trưởng thành và có 12 cái ngạnh khác biệt ở phần lưng, thời kỳ còn non, cá Blue Bastard sẽ có màu vàng, đen cùng những sọc viền sáng màu, khi trưởng thành, những màu sắc cũ bị nhạt dần, cuối cùng chuyển hẳn thành màu xanh bạc. 

## Tấn công
Chúng một loài cá còn được gọi là thủy quái kỳ dị bởi quá trình trưởng thành cũng nhưng phương thức tấn công kẻ thù của nó cực kỳ đặc biệt. Khi nhìn thấy kẻ thù ở đằng xa, con cá Blue Bastard sẽ lao tới với tốc độ nhanh nhất và dùng đôi môi dày hôn thật mạnh đối thủ.
Quái chiêu tấn công bằng môi, cưỡng hôn đối thủ của cá Blue Bastard được đánh giá là một trong những phương thức tấn công quái dị nhất trong thế giới động vật. Cũng vì quái chiêu cưỡng hôn đặc biệt này mà cá Blue Bastard thường bị hiểu nhầm là loài cá đa tình khi bị bắt gặp hôn môi thắm thiết những con cá khác. 

## Tình trạng
Cá đã được công nhận là một loài cá riêng biệt sau khi các nhà khoa học thu được kết quả DNA khác nhau từ cá Blue Bastard và loài cá giống nó, cá Blue Bastard được tìm thấy sinh sống nhiều ở phía Bắc Australia. Chúng thường phải cạnh tranh sinh tồn với cá sấu và cá mập trong môi trường đá ngầm. Mặc dù đặc biệt nhưng loài cá này chưa bị rơi vào tình trạng nguy cấp do đánh bắt nhiều bởi người dân không ưa vị thịt của nó.